# Albert J. Myer

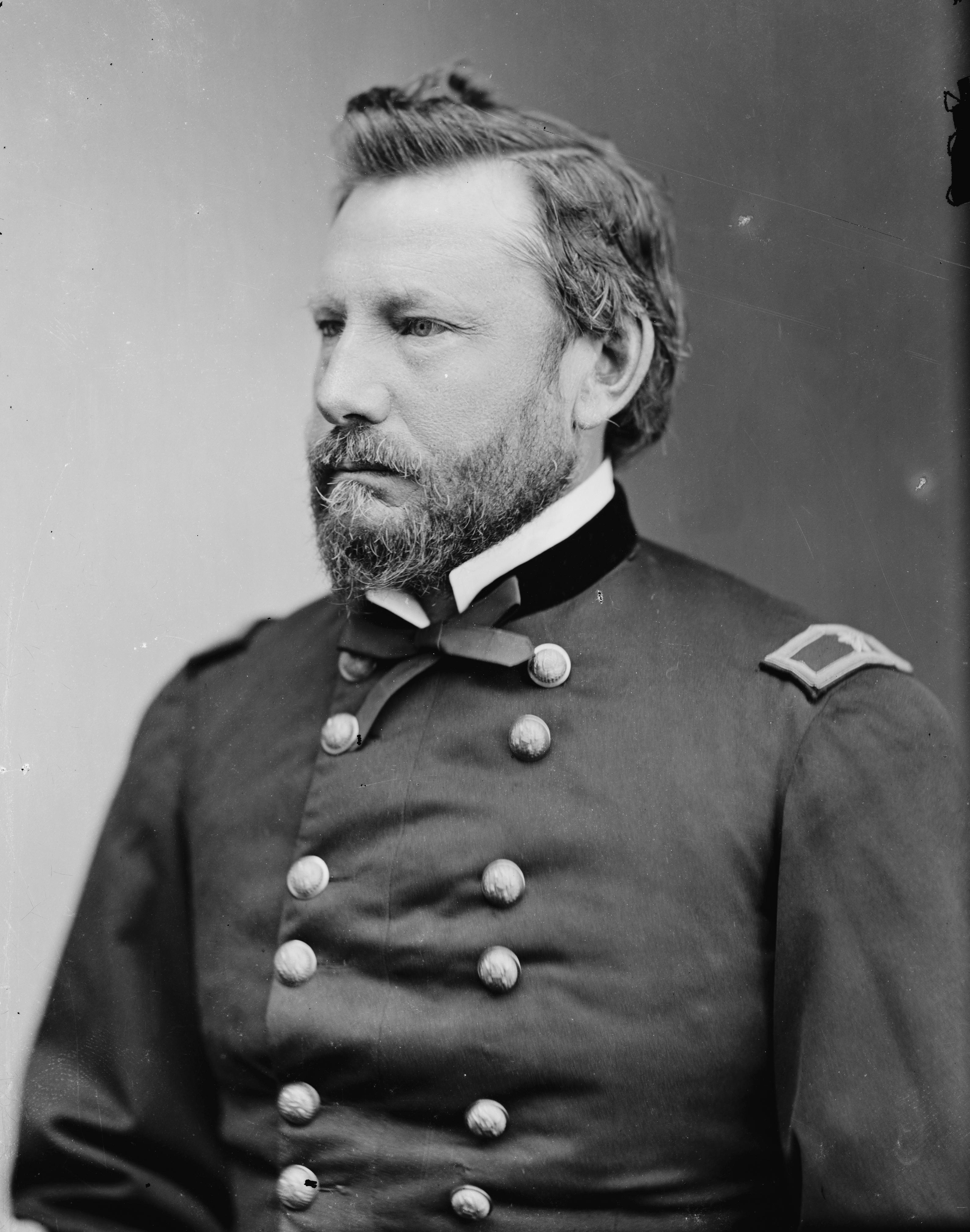
Albert J. Myer

Albert James Myer (* 20. September 1828 in Newburgh, New York; † 24. August 1880 in Buffalo, New York) war ein US-amerikanischer Chirurg und Offizier. Myer ist der Erfinder der Wigwag-Signaltelegrafie. Als erster Chief Officer gründete er das United States Army Signal Corps. Er gilt als der Vater des US Weather Bureau.

## Leben

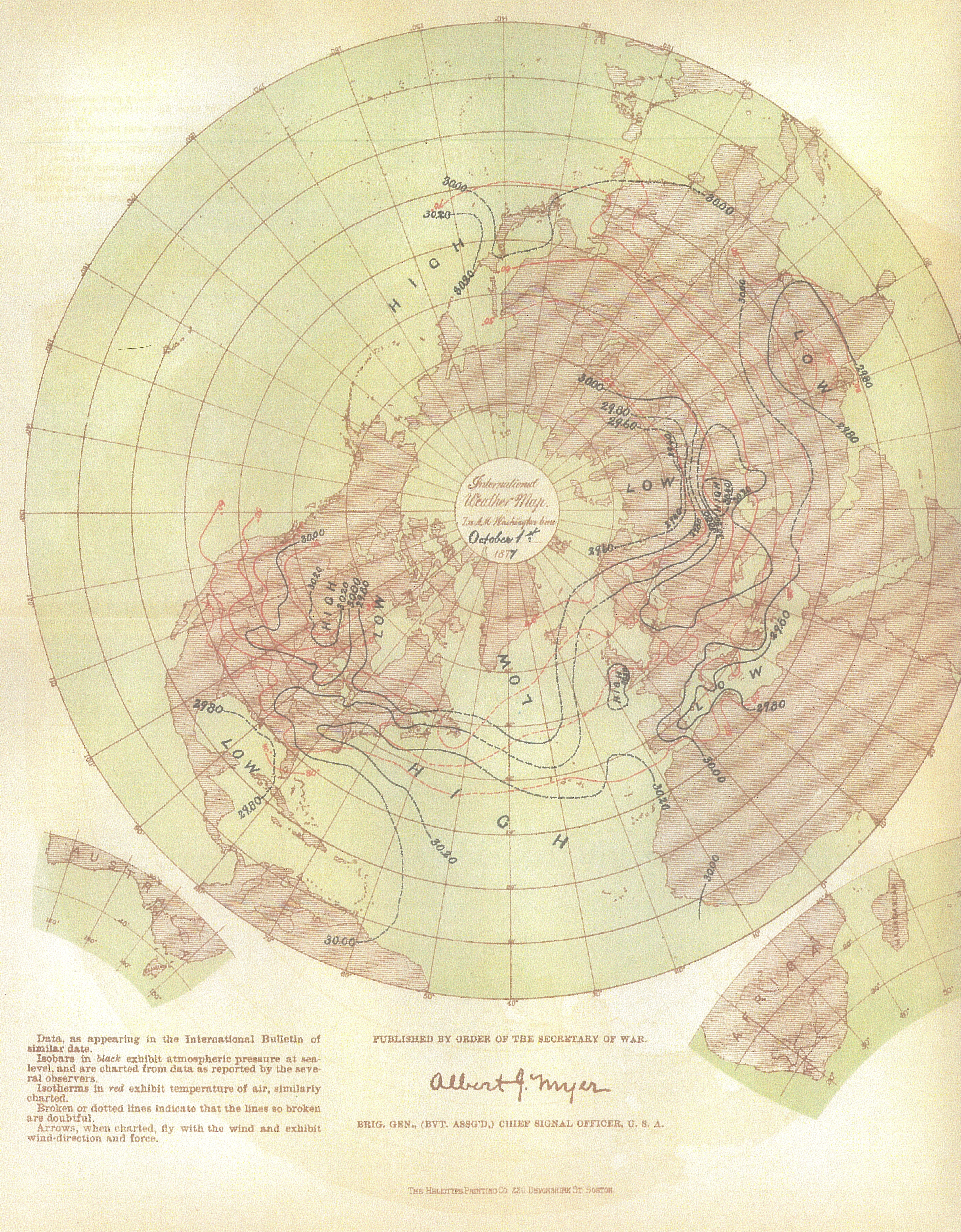
Wetterkarte Myers aus dem Jahr 1877

Myer wurde in Newburgh im Orange County geboren. Sein Vater war Henry Beekman Myer und seine Mutter Elenor Mc Clanahan Myer. Die Familie zog in den Westen von New York. Nach dem Tod seiner Mutter wohnte Myer bei seiner Tante in Buffalo. Er arbeitete als Telegraphist. 1851 erhielt Myer seine medizinische Promotion vom Buffalo Medical College mit einer Dissertation über eine neue Gebärdensprache für Taubstumme. Zunächst arbeitete er in einer medizinischen Praxis in Florida; anschließend ging er am 18. September 1854 als chirurgischer Assistent mit dem Rang eines Leutnants zur US Army.
Sein Hauptinteresse richtete sich, neben der Chirurgie, auf die Signalübertragung über große Entfernungen. Er erfand somit ein Signalübertragungssystem, welches als WIG-WAG Signalisierung bekannt ist und damals auf beiden Seiten des Bürgerkrieges zur Anwendung kam. Myer erkannte die Nutzung einer Antennen Signaltechnik als Kommunikationsmittel.
Im 24. August 1857 heiratete er Catherine Walden, die Tochter eines Prominenten in Buffalo. Er hatte sechs Kinder.
Albert J. Myer besuchte zweimal Europa: einmal im September 1873, als er eine Konferenz der International Meteorological Organization besuchte, und einmal 1879, als er mit zwei Kindern in Rom und Paris Urlaub machte. Myer wurde am 16. Juni 1880 in den Rang eines Brigadegenerals befördert.
Myer legte den Grundstein für eine US-amerikanische Wetterbehörde, die 1870 als Einrichtung des Militärs gegründet wurde und 1890 ins Landwirtschaftsministerium überführt wurde. Aufbauend auf Myers innovativen Ideen erstellte die Behörde erste Wetterkarten, sprach Hurrikanwarnungen aus und setzte Drachen zur Wetterbeobachtung ein. Aus dem Wetteramt entstand 1970 die National Oceanic and Atmospheric Administration als eine Einrichtung des Handelsministeriums.

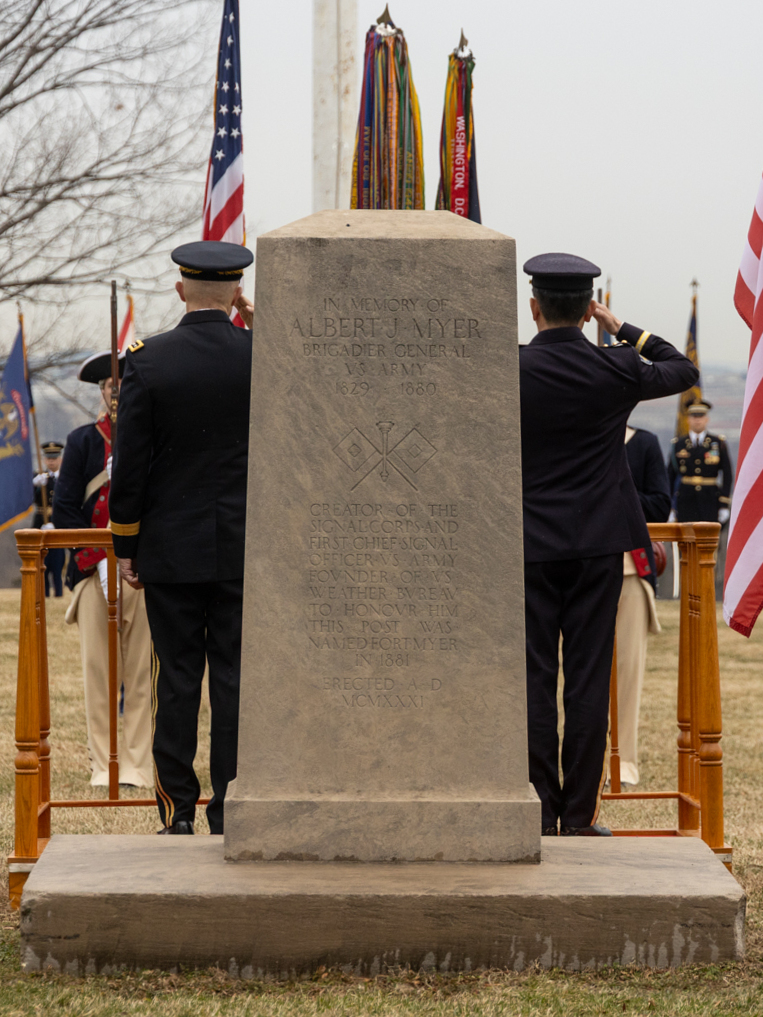
Albert Myer Denkmal

Michael August Friedrich Prestel, der langjährige Direktor der Naturforschenden Gesellschaft zu Emden, war ebenfalls Meteorologe und Kartograf. Er stellte die Verbindung zu Myer her, der am 22. Dezember 1873 Korrespondierendes Ehrenmitglied der Emder Gesellschaft wurde.

## Ehrungen
Myer wurde vielfach geehrt:
- 1881 Fort Whipple in Virginia umbenannt in Fort Myer
- Ein US-Navy-Schiff wurde ihm zu Ehren als USNS Albert J. Myer benannt. 1950 wurde mit dem Schiff Unterwasserkabel verlegt.
- Albert J. Myer Center (CECOM) in New Jersey
- 1872 LL.D. (Hobart College)
- 1875 Ph.D.
- 1873 Ehrenmitglied der Naturforschenden Gesellschaft zu Emden